# Dirección de Aeropuertos de la India
La Dirección de Aeropuertos de la India (en inglés, Airports Authority of India, AAI) (en hindi, भारतीय विमानपत्तन प्राधिकरण) es una entidad del Gobierno de la India que dirige la infraestructura de aviación civil de la India. Opera 125 aeropuertos y provee servicios del mantenimiento del tráfico aéreo a todos los aeropuertos de la India. También dirige todo el espacio aéreo indio.
La AAI ha formado alianzas estratégicas con los aeropuertos de Mumbai, Delhi, Hyderabad, Bengaluru y Nagpur para ayudar a mejorarlos.

## Historia
La AAI fue formada el 1 de abril de 1995, a través de la fusión de la Dirección de Aeropuertos Nacionales y la Dirección de Aeropuertos Internacionales de la India.
En los años 2013 y 2014, sólo dos de los aeropuertos que gestiona la AAI, el Aeropuerto Internacional de Chennai y el Aeropuerto Internacional de Goa, eran rentables.